# 大島光成
大島 光成（おおしま みつなり、永禄2年（1559年） - 慶長13年11月16日（1608年12月23日））は、戦国時代から江戸時代初期にかけての武将。大島光義の長男。兄弟に光政、光俊（久左衛門）、光朝、吉綱。子に光親、光俊（八郎兵衛）、光勝。
美濃国出身。父・光義と共に織田信長に仕えた。本能寺の変後は丹羽氏に仕えるが、丹羽長重が減封されると、豊臣秀吉の家臣となる。小田原征伐などにも従軍、のち美濃国席田郡・尾張国愛知郡・中島郡に所領を宛行われている。関ヶ原の戦いでは、徳川家康に従って会津攻めに従軍したが、弟の光政、光俊が西軍に属して伏見城攻めに参加した経緯もあり、1万石の加増にとどまっている。
家督を継いだ際に、父からの遺領をすべて相続はせず、自身は7500石余を領し､弟光政に4710石､光俊に3250石､光朝に2550石と分知している。
慶長13年（1608年）11月16日、死去。跡を長子の光親が継いだ。